# 1908년 하계 올림픽 사격 남자 더블샷 러닝 디어
1908년 하계 올림픽 사격 남자 더블샷 러닝 디어는 1908년 하계 올림픽 사격의 15개 세부종목 중 하나로, 1908년 7월 9일 비즐리 소총사격장에서 열렸다. 총 4개국 15명의 선수가 참가하였다.
러닝디어 종목은 사슴 형태의 과녁이 75피트 (23m)를 빠르게 움직이는 동안 각 선수마다 두 발씩 쏘아 맞추는 종목이었다. 사격은 한 번의 시도마다 약 4초가 소요되었으며, 사수로부터 110야드(100m) 떨어진 곳에 과녁이 놓여졌다. 과녁에는 3개의 동심원이 있었고, 가장 작은 원은 4점, 가운데 원은 3점, 가장 바깥쪽 원은 2점으로 계산했다. 과녁에 맞되 원 바깥쪽을 맞췄다면 1점으로 취급하였으나 엉덩이 부분은 득점으로 인정하지 않았다. 최고점수는 80점이었으며, 한 국가당 최대 12명의 선수가 출전할 수 있었다.

## 경기 결과
| 순위 | 선수                         | 점수 |
| ---- | ---------------------------- | ---- |
| 1    | 월터 위넌스 (USA)            | 46   |
| 2    | 테드 랭컨 (GBR)              | 46   |
| 3    | 오스카르 스완 (SWE)          | 38   |
| 4    | 모리스 블러드 (GBR)          | 34   |
| 5    | 앨버트 켐스터 (GBR)          | 34   |
| 6    | 윌리엄 엘리콧 (GBR)          | 33   |
| 6    | 알렉산더 로저스 (GBR)        | 33   |
| 8    | 에른스트 로셀 (SWE)          | 27   |
| 9    | 존 배시퍼드 (GBR)            | 25   |
| 10   | 제임스 코완 (GBR)            | 24   |
| 11   | 찰스 닉스 (GBR)              | 22   |
| 12   | 레옹 테타르 (FRA)            | 21   |
| 13   | 윌리엄 러셀 레인조인트 (GBR) | 20   |
| 14   | 모리스 로비옹 뒤 퐁 (FRA)    | 18   |
| 15   | 조슈아 밀너 (GBR)            | 15   |